# Velaine (Andenne)
Pour les articles homonymes, voir Velaine.
Velaine (en wallon : Vèlaine) est un hameau de la ville belge d'Andenne située en Région wallonne dans la province de Namur.
Avant la fusion des communes de 1977, Velaine faisait  partie de la commune de Landenne. 
Le hameau compte une centaine d'habitations.

## Situation
Cette localité hesbignonne se trouve à environ 3,5 km au nord du centre de la ville d'Andenne et la vallée de la Meuse. Elle est traversée par la route nationale 921. Velaine avoisine aussi les villages de Landenne, Petit-Waret, Seilles et Couthuin. L'autoroute E42 passe à environ 1 km au nord.
L'environnement de Velaine est composé de champs cultivés ainsi que du bois du Coria s'étendant au nord-ouest du hameau.

## Patrimoine
La ferme de la Velaine (ou Vèlaine) est une imposante construction en carré située au sud du hameau et au sein d'un domaine agricole couvrant une centaine d'hectares. On y accède par une drève depuis la route nationale. Construite en pierre et en brique, une partie, dont l’arrière du corps de logis, date du XVIIIe siècle. Du côté nord, on remarque une longue grange (environ 40 m) en pierre et couverte de tuiles rouges qui a fait l'objet d'une restauration après la Seconde Guerre mondiale. En 1849, une brasserie y était recensée.